# UFO研究
UFO研究（ユーフォーけんきゅう、UFO学、ユーフォロジー、Ufology）とは、未確認飛行物体（UFO）の数々の報告とその証拠について研究する人々の様々な成果を指すための表現である。この場合、未確認飛行物体とは本来の意味での航空軍事用語ではなく、主として地球を訪問する宇宙人の乗り物（エイリアン・クラフト）と一般的に推定されている正体不明の飛行物体という意味であり、超常現象用語である。本項目ではそのような意味で説明される。
「UFO」と「-logy」という言葉を組み合わせて造語された。

## 概要
UFO研究は、今までのところ大学でアカデミックな研究分野として確立しておらず、Web of ScienceやScopusなどの学術論文リストにはない。しかし、長年に渡って様々な調査が行われてきている。例えば、アメリカ合衆国、カナダ、イギリス、フランス、ベルギー、スウェーデン、ブラジル、メキシコ、スペイン、そしてソビエト連邦の政府や研究機関などが、時としてUFOの報告について調査してきたことが知られている。一番知られている研究は、恐らく、1947年から1969年までアメリカ空軍が陣頭指揮したブルーブックプロジェクトや、その前段階のサインプロジェクトやグラッジプロジェクトだろう。他にも有名な調査として、ロバートソン委員会（1953年）、ブルックリン報告（1960年）、コンドン委員会（1966年-1968年）、「緑色の火の玉」に関するツインクル調査プロジェクト（1948年-1951年）、スターロック委員会（1998年）、フランスの未確認航空宇宙現象（unidentified aerospace phenomena）研究グループ・ゲイパン（GEIPAN,1977-）やコメタ（COMETA, 1996-1999）などがある。これらのうち、空軍などの政府機関の研究は防空上必要な本来の意味での航空軍事用語としてのUFO研究であり、エイリアンクラフトなどの超常現象用語のUFOではない。両者を混同しないことが大切である。
アメリカ、イギリス、フランスのように、航空軍事用語としてのUFOの存在を認め、記録している国は多い。これは国家の防空上当然のことである。しかしながら、それは超常現象としてのUFOを該当政府が認めていることにはならない。両者を故意に混同して読者の混乱を狙った出版物があるので注意が必要である。航空軍事用語としてのUFOの定義は明確である。
ただし、UFOが一体何なのか、ということについては、研究者ごとに様々な見解がある。正体が不明なのであるから解釈のしようがないのであるはずだが、さまざまな憶測に基づく出版物が存在する。
政府機関の調査は、本来の意味での「未確認飛行物体」の研究である。未確認飛行物体の記録が多数あるということは、空軍の警戒体制が不完全であることを示すため、該当国の政府にとっては都合が悪い。そのため、以下に示したような各国での公式研究がある。

### イギリスの政府調査
イギリス国防省は1967年より公式に調査を行いその後同様の報告書を発表したが、同じくその存在自体については否定していないし肯定もしていない。またその後1980年に、ロンドン郊外にあるNATOのベントウォーター基地周辺で基地関係者や近隣住人によって目撃されたUFOについても、イギリス空軍が正式な調査報告をしその証言自体を認めているが、「どこから飛来したか」という点については結論を出せていない。そもそも未確認の飛行物体であるから、どこから飛来したかはわかるはずがない。基地周辺で飛行した研究中の新型軍用機であった場合、その正体は軍事機密に属し組織的に隠蔽される。
イギリス国防省にはUFO係の部署があったが、1968年を最後にまともな調査は行われなくなっており、主に電話や電子メールのUFO目撃情報に対応するだけとなっていた。この部署は、2009年に経費削減のため閉鎖されている。

### フランスの政府調査
2007年4月のこと、フランス国立宇宙研究センター(略称CNES。いわば米国のNASAのフランス版)が、未確認飛行物体としてフランス国民から寄せられた目撃証言や写真などの情報を、CNESのウェブサイト上で公開した。CNESの発表によると、公的機関が未確認飛行物体に関して保管してきた情報を一般の人々に公開するのは世界初であった。（ちなみに英語UFOは、仏語ではOVNI オヴニと略す）。
CNESには「未確認飛行物体研究所(GEIPAN)」が存在しており、同研究所所長のジャック・パトゥネは、「科学者やUFOマニアたちの研究に役立ててもらうために情報公開に踏み切った」と述べた。2007年4月の段階で、同ウェブサイト上で約400件の情報が閲覧できるようになっていた。なお、この公開はあくまでも研究目的のものであるので、そこには目撃者から直接送られてくるスクープ情報などの、曖昧なものは公開されていない、とされた。（同情報公開についてはwww.cnes-geipan.frからアクセス可）
GEIPANが1954年に設立されて以来、CNESや警察に提出され保管されている情報はおよそ1600件であった（2007年時点）。関連証拠品は実に10万件に及ぶ。フランスの知識階級が読む高級紙として知られる『ル・モンド』によれば、CNESの保管情報の構成は以下のとおりであった。
- 約9％は立証できる現象（人工衛星や隕石の落下、無人航空機等）[2]
- 33％はおおよそ説明のつく現象[2]　(大気中のプラズマや球電現象、風船)
- 30%は信憑性の薄い報告（偽の情報、証拠不十分 等）[2]

つまり、残る28％が「同定されていないと分類される飛行物体」（すなわちフランス語でOVNI＝英語でUFO）であった。なお、「正体不明」とは文字通りの意味であり正体が不明な飛行物体であり、エイリアンクラフトであるという意味ではない。

### 米国による調査
アメリカ空軍の公式のUFO研究部門プロジェクト（→#プロジェクト・サイン）が1949年に行った調査では、UFOの存在を肯定する明確な証拠はなかったものの、目撃されたUFOの20%が「説明不能」であったとされる。続くプロジェクト（→#プロジェクト・ブルーブック）が1948年から1969年まで未確認飛行物体に対する調査を行なった。調査総数1万2千618件のうち、「データ不足」を含め「正体不明」（UNKNOWN）とされたものは全体の4パーセントに当たる501件であったという報告がされている。米国の領空を侵犯する国籍不明の偵察機は米国空軍に発見されるのを防ぐため、スクランブルの気配を感じると確認される前に逃亡する。偵察機が逃亡に成功すると、確認できなかった飛行物体が最終的にUFOとして米国空軍の記録に残る。これらが「正体不明」の実体の1つであると考えられる。
またアメリカ空軍は、1967年にコロラド大学のエドワード・コンドン教授に依頼し、UFOに関する調査を開始した。（→#コンドン委員会）1969年には報告書（通称「コンドン・レポート」）がまとめられ、「『UFOが地球の外からやってきた』という説には、何の証拠も認められない」という結論に達したが、その存在自体については言及していない。航空軍事用語の本来の意味での「未確認飛行物体」は存在するし、501件の公式記録にも残っている。
こうした公式調査の結果に対しては、民間のUFO研究者や研究組織、あるいは空軍内部からの批判もある。また、当時の米国はソ連との冷戦の最中であり、UFOの存在は一般大衆に社会的不安を与えかねないと判断されていた。そうした歴史的状況の中でなされた調査であった事を考慮する必要がある（→#米国のUFO調査の歴史で詳述）
2020年、米国防総省は「未確認飛行現象タスクフォース(UAPTF)」を省内に設置した。
2021年、米国連邦政府機関(国防情報局、国家安全保障局、中央情報局、国家偵察局、第16空軍、海軍情報局)は、UAPが「中国が開発する新型無人兵器、自律型AI兵器」である可能性も含め、その正体や物体、現象を検知し分析する調査部会「空中物体識別・管理・同期グループ(AOIMSG)」をUAPTFを継承して設置した。
米国のインテリジェンスコミュニティーだけでなく、エネルギー省の研究機関やDARPA,IARPA、その他Palantirといった民間機関とも情報解析を連携、協力する。ファイブアイズに所属する英国やカナダとも情報を共有する。
2022年10月21日、アメリカ航空宇宙局は、未確認航空現象(UAP)を調査＆分析する研究チームを正式に立ち上げた。メンバーは16人。大学や民間研究機関の科学者に加え、データ解析やAI開発の専門家、宇宙開発事業を手掛ける企業や元宇宙飛行士などから選出する。研究チームは約9カ月間、民間機関などが収集してきたデータなどを分析していく。研究部門のトップとして天体物理学者のデービッド・スパーゲルが起用される。
2022年7月、米国防総省はAOIMSGの取り組みを拡大し、発生しているUAPの検知や収集をより迅速に行う「全領域異常解決局(AARO)」を設置した。
対象の領域は
- 空域
- 宇宙
- 水中(海底)

局長および科学部門の責任者としてカーク・パトリック博士が就任する。飛翔体の分析や追跡、検知には最先端の赤外線センサーや合成開口レーダー、電波観測など様々なセンサー群とデータサイエンス、物理学、大気化学などを結集し異常な現象を分類し記録する。なお人間由来の既知の現象や航空技術などが確認された場合には軍事委員会に報告される。
起業家のピーターティール氏が、スタンフォード大学とハーバード大学が進めるUFO研究に加え、UFO目撃情報のデータ分析を行う新興組織「Enigma Labs」に対し資金提供をしているという報道が複数のメディアで取り沙汰された。Enigma Labsは人工知能やアルゴリズムを使ってUFO由来の信号とノイズを選別する高度な機器や検出器、目撃報告データベースの構築を目指している。

#### 米国のUFO調査の歴史

##### プロジェクト・サイン
米国でのUFOの目撃例は1945年から増加が相次いでいた。しかし当時の米国には公式なUFO調査機関は無く、AMC(航空資材コマンド)のみが目撃報告を収集していた。AMCのネイサン・トワイニング司令官は陸軍に「空飛ぶ円盤」の本格的な研究機関を設置してほしい、と書簡を送った。その書簡には「航空機に匹敵する」大きさの「円盤状の物体」が存在していること、その物体は「猛烈なスピードや機動性」をほこり、「友軍機やレーダーが目撃あるいは接触した際に回避行動を取る」「編隊を組んで飛行する」ため「自動、あるいは遠隔で操縦されている可能性がある」ことなどが記されていた。米国はソ連と冷戦の最中であったため、米国空軍はUFOがソ連の秘密兵器である可能性と考え、1947年に「プロジェクト・サイン」と名付けたUFO調査プロジェクトをスタートさせた。
プロジェクト・サイン創立の2週間前にマンテル大尉事件が起こり、スタッフはより熱心に数多くのUFO問題について調査するようになった。その結果プロジェクト内でも誤認説、自然現象説と地球外起源説を唱えるグループに派閥が分かれ、一時的には後者が有力となり、地球外起源説に研究の焦点が当てられた。続く1948年には識別能力のあるパイロットが葉巻型UFOを目撃するというイースタン航空事件が起こり、スタッフは「UFO現象は地球外起源のものであることを示している」と結論をつけた調査結果をまとめた。その調査は空軍のホイト・バンデンバーグ長官に「根拠に乏しい」と判断され焼却された。この報告書が賛同を得られなかったために、プロジェクト・サインは路線変換に迫られ、UFOは異常な現象ではないと考えるスタッフが優勢になった。1949年にプロジェクト・サインが行った調査では、エイリアンクラフトとしてのUFOの存在を肯定する明確な証拠はないとされた。（ただし、目撃されたUFOの20%が「説明不能」と分類された）

##### プロジェクト・グラッジ
1948年、プロジェクト・サインは「プロジェクト・グラッジ」と改名された。プロジェクトの焦点はUFO現象の調査というよりも、UFOを目撃した人々の心理的調査に移っていった。調査は機密扱いであり、半年後の1949年には既に最終報告書が出されていた。その報告書ではUFO目撃例の23%が「識別不能」として残ったが、そうした例についてグラッジは「心理学的説明」で対応した。グラッジは最終的にUFOは自然現象の誤認であるか、目撃者の集団ヒステリであると結論付けたが、そうした分析には偏向があった。（例として、このグラッジの報告書の中には、複数の空軍スタッフが目撃した「T-6パイロットの目撃例」が含まれていた。この事例では、空軍気象局や天文学者が調査した結果「断じて気球でも航空機でも幻覚でもない」といった調査結果が出ていたが、グラッジはこれを気象観測用気球だったと報告書で説明し、その理由を明らかにしなかった。）しかし、こうした最終報告書とは関わりなく、1949年当時のUFOの目撃例は増え続けたため、空軍は「UFOの調査機関がある」という事実自体が人々に不安を与えると考え、1949年にプロジェクト・グラッジを解散させた。

##### プロジェクト・ブルーブック
1951年には円盤型UFOが目撃され、それをレーダーが捕捉する事件（フォートマンモスの目撃例）が起こり、続く1952年になるとUFOの目撃例は爆発的に増加した。UFOへの一般的な関心が高まる中でエドワード・ルッペルト大尉はプロジェクト・グラッジを再編し、1952年にこれを「プロジェクト・ブルーブック」と改名した。ブルーブックは報道機関に協力し、大衆にUFO情報をできるだけ説明する方針に変更した。ライフ誌などがこれを受け、UFOを扱った記事を掲載すると（宇宙人の乗り物説）空軍には問い合わせが殺到し、プロジェクトは日常業務に支障をきたすまでになった。更にそうした中でワシントンUFO乱舞事件が起こると1952年のUFO目撃のウェーブはピークに達した。こうした膨大な数の目撃報告によって、プロジェクトの科学コンサルタントに任命されたジョーゼフ・アレン・ハイネックを始めとして、UFO地球外仮説を真剣に検討しようという人々すらプロジェクト内に増え始めた。一方で空軍の上級将校や、情報機関のCIAなどはUFOが「国家安全保障にとって脅威となり社会的に恐怖を与えるため、その目撃報告を減らすことが重大」だと考えた。後の1978年には情報自由公開法により、CIAに保管されていた1,000ページほどのUFO関連資料が公開された。CIAは1947年以来、この問題に関心を持っていた。

##### ロバートソン査問会
CIAはUFOの危険性を評価するための会議を1953年1月に行うことを決定した。会議はカリフォリニア大学のH.P.ロバートソン博士が議長を務めたため「ロバートソン査問会」と呼ばれた。会議には複数の科学者、空軍、CIAのメンバーが参加した。査問会によるUFO研究の結論は「UFOは国家安全保障に対する直接の脅威は示していない」「UFO報告に価値ある科学的データは含まれていない」「UFO報告は集団ヒステリを発生させ、社会的潜在的脅威を生み出す」といった内容であった。
この査問会で調査されたUFO報告は少数であり、また時間的にも制約があったため「信頼できるUFO報告」に含まれる「明らかに異常な証拠」は無視された。（例を挙げればニコラス・マリアナにより提出された「2つの飛行物体」が映るカラー・フィルムがあった。あるブルーブックのスタッフは、このフィルムが地球外仮説を指示する最も重要な証拠になると考えていた。マリアナはこの物体を目撃する直前に、2機のジェット機が基地に着陸するのを目撃しており「ジェット機のその飛行物体の違いは認識している」と証言していた。しかし査問会は、ジェット機と飛行物体がほぼ同時に出現したため「マリアナは間違えてジェット機を撮影したのだ」と結論した。）この査問会を基にして委員会は「UFOは既知の物体だと意識しやすくなるように大衆を教育すること」「民間のUFO研究団体を警戒すること」などの勧告を出した。またUFO報告には潜在的脅威があるため、空軍は入手したUFOに関する情報の機密保持を強化することが示された。

##### 民間調査と政府調査の対立
主に米国においては、1950年代初頭からUFOの目撃報告が増え続け、大衆の関心が高まってきた事から新聞や雑誌によるUFOをエイリアンクラフトとして紹介する記事が増加した。
トゥルー誌はドナルド・キーホー退役海兵隊少佐による「空飛ぶ円盤は実在する」という記事を掲載し注目を浴びた。トゥルー誌は続けてマクラフリン海軍中佐（Commander R. B. McLaughlin）による記事「科学者はどのようにフライングソーサー(UFO)を追跡したか」を掲載した。マクラフリンは米国公式の調査であるプロジェクト・グラッジを批判し、「時速25200マイルで飛行する銀色の物体を科学者が観測したこと」を発表した。キーホーとマクラフリンの記事は、全米誌で「地球外仮説」を指示し、公式の空軍の調査に反論した最初の事例であった。
1953年、キーホーは著作「Flying Saucers from Outer Space」を発刊した。この著作は反響を呼び、キーホーはUFO民間研究者として不動の地位を得たが、その直前にキーホーは空軍から著作を出版することに対しての圧力を受けており、その事をきっかけにキーホーは空軍の隠蔽工作説を唱え始めた。また空軍の方はキーホーの説を否定するプレスリリースを行い、陰謀論は泥沼に陥った。キーホーの著作に対して、空軍は「プロジェクトブルーブック特別報告第14号」を発表し、UFOが「今日の科学的知識外の進歩したテクノロジーを観測したものということは殆どあり得ない」と結論した。この報告に対して、キーホーを含む民間のUFO研究者は、この報告が「最も良質の事例を分析しておらず、空軍のファイルに『識別不能』としてリストされている多くの事例を避けている」と批判した。しかし特別報告14号は空軍のUFO問題に対する基本理念となった。こうした方針によるプロジェクト・ブルーブックの研究は後に空軍内部にいたアラン・ハイネックから批判された。（→#アラン・ハイネックによる見解）
空軍の説明と、民間研究者の説明によるイメージの差が大きくなり混乱を呼んだことから、1956年に「アメリカ空中現象調査委員会」（→#NICAP）という民間の組織が設立された。1957年にはキーホーが会長に任命された。NICAPの創立に対抗するかのように、空軍はUFOプロジェクトを再編し「識別不能事例を最小限にとどめるよう」に研究の基準を定めた。1964年にNICAPは著書「UFO Evidence」を出版し、700件以上の目撃例の分析を発表した。同時期（1963年）に、民間研究者のドナルド・メンゼルも著作「The World of Flying Saucers」(フライング・ソーサーの世界)を出版し、UFOは気温逆転による自然現象であると説明した。メンゼルは地球外仮説と「フライングソーサー熱狂者」を激しく批判したが、アメリカ空軍はそうしたメンゼルの著作を「今までで最も重要な文献」と評価した。
また、マスコミは1957年以来、UFO現象については空軍の説明をそのまま受け入れてきた。しかし1965年に入り、テキサス州などでUFO目撃例が再び急増すると、元々の空軍の説明に納得のいかなかった人々により批判的な報道がされ始め、UFO問題の公開討論が各地で行われた。特にアリゾナ大学の上級気象物理学者ジェームズ・E・マクドナルドはUFOの地球外仮説を強く支持していたが、膨大な調査資料と詳細なデータによる彼の言論は当時の言説に大きな影響力をもった。そして以前はUFO論争を無視していた科学者たちも論争に参加し始めた。そうした流れの中、1966年にヒルズデイル大学での目撃例が起き、空軍が「公式見解」を述べると、全米中のマスコミが空軍を批判する事態となった。

##### コンドン委員会
空軍の研究が疑われ始めたことにより、1966年、議会はこの問題でUFO論争史上初めてになる公聴会を開くことになった。その結果、より詳細なUFO研究を行うため、空軍はUFO研究を大学に委託することが決定された。（この結果は空軍はこれまでの研究が不十分なものであったと暗黙のうちに認めた事によるものだとも言われている。）1966年、空軍はコロラド大学がUFO研究を引き受け、エドワード・U・コンドンがその責任者となることを正式に発表し、「コンドン委員会」がここに発足することになった。多くの研究者が賛意を示したが、コンドン自身は初めからUFOには懐疑的であり、研究者からは相手にされていないUFO目撃例を茶化して極端に取り上げるなど「公平」ではないと言われる点があった。
コンドン委員会ではあるトラブルが起きた。委員会がUFOを客観的に研究しているフリをするために、UFOを物理的に研究するのではなく「UFO目撃者の心理学的研究」に重点を置く事を提言した「ロウの覚書」の存在が発覚し、委員会の研究の客観性に疑問がもたれることになった。その流れを受けて1968年には議会調査による公聴会が行われた。公聴会へは天文学者のカール・セーガンや宇宙航行学のロバート・ベイカーなど様々な分野の学者が参加した。公聴会ではコンドン委員会への批判は場違いであるとして禁じられていたが、参加したメンバーの多くはコンドン委員会に批判的であるスタンスを終始保ったまま、公聴会は幕を閉じた。なお、この公聴会で取り上げられた様々なUFO事例の中には、コンドン委員会で取り上げられた事例と共通のものも含まれていたが、ほぼ同時期であるコンドン委員会の研究とは結論が全く異なっていたというケースがいくつも見られている。
コンドン委員会は最終報告書を公開する前に、全米科学アカデミー(NAS)に報告書の審査を依頼した。NASはコンドン委員会の報告書の内容を絶賛し、その結論に同意した。コンドンの教え子で、全米科学アカデミーの議長フレデリック・スィエッツは後に「空軍の決定を助けるという”ただ1つの目的のために”NASは報告を作成した」と後日手紙に記している。コンドン委員会の報告書はプラズマ理論や気象光学などUFO問題以外のテーマが多数を占めていた。そしてUFOを扱った章では、UFO目撃例の91の事例のうち、61件が「誤認・でっち上げ」であり、残り30件は「既知現象の可能性あり、または識別不能」の未解決事例であるとした。この30件のうちのいくつかの事例に「本物のUFO」が紛れていることを委員会は強く示唆した。(宇宙飛行士のマクディビット（:en:James McDivitt）やボーマンによる目撃例や、1956年のレイクンヒース事件など)。しかし最終報告書のほとんどのスペースは「識別済み」であるUFO目撃例の記述に費やされた。そして最終的にコンドン委員会は「過去21年間のUFO研究から科学的知識は全く得られなかった。これ以上UFOの研究を続けても、おそらく科学の進歩に貢献することはないだろう」と最終報告書の結論を締め括った。
最終報告書が発表された数日後にキーホーやマクドナルドらの民間研究者は記者会見を開き、コンドン委員会を批判した。マクドナルドは「コンドン委員会は重要なUFO報告の大部分をまともに調査しておらず、しかもコンドンの結論は報告書に書かれてある調査結果を反映していない」と非難した。キーホーは「コンドン委員会はNICAPが提供した『信頼できる説明不能事例』のうちわずか1%を調査したに過ぎない」と主張した。またキーホーはNICAPの機関紙にて「『目撃者は素人であり興奮しすぎていた』など、コンドンがUFO目撃者の信用を傷つけようとしたこと」「コンドンが『変人が報告した事例』にこだわったこと」などを非難した。APRO（→#APRO）の反応もNICAP同様に批判的であり「コンドン自身が多くの目撃報告を『内部矛盾がある』として捨て去ったように、この最終報告書も内部矛盾があるのだから捨て去られるべきであろう」とAPRO会長は皮肉を述べた。マスコミや政治家、科学者たちのコンドン報告書への評価は分かれたが、一般的にコンドン報告書によりUFO現象ブームは下火になった。空軍はコンドン報告書の結論を支持し、1969年にプロジェクト・ブルーブックを終了してUFO現象との関わりを絶った。空軍が調査した事件は計12800件で、そのうち未解明とされたものは700件だった。その大部分は情報不足からくるもので、本当に「不可思議」な報告は130件だった。

##### アラン・ハイネックによる見解
オハイオ州立大学の天文学教授であるジョーゼフ・アレン・ハイネックは、1951年に空軍によるプロジェクトグラッジの科学コンサルタントの責任者に任命された。当初ハイネックはUFOは自然現象の誤認だという説を支持していたが、UFO研究が進むにつれて徐々に自説を撤回するに至った。特にソコロUFO事件は彼に大きな影響を与えた。
ハイネックは1952年に独自の調査を行っている。ハイネックは当時アメリカの44名の天文学者を対象にUFOに対する見解を独自に調査した。天文学者のほとんどはUFOに対して無関心であり、通常の物体の誤認で説明できると考えていた。しかしハイネックがUFO現象のいくつかの事例を正確に説明すると「すぐに彼らは関心を示し始め、一般的に彼らが無関心だったのは、情報の欠如が原因である」とする結論を得た。またハイネックは多くの天文学者が、世間から疑わしい目で見られることを恐れ、UFO問題にかかわることを避けていると指摘した。ハイネックは「嘲笑」がもたらす悪影響について述べた米国初の科学者となった。後年になって、ハイネックはコンタクティーや低俗雑誌がUFOをセンセーショナルに取り扱っているせいで、科学者がこの問題を扱うことがタブーになっている、と指摘した。
ハイネック自身は終始、UFOに対するどの説にも傾くことなく中立的な立場を貫いたが、メンゼルの「気温逆転説」や「集団ヒステリ説」などのこれまでの言説は間違いであると批判した。彼は「識別不能のUFO目撃事例は、無理に解釈することなく、未解決のままにしておかねばならない」と述べた。1966年の公聴会では「もしかすると我々は、後世の人間がイライラするような、傲慢で偏狭な態度を取っているのかもしれない」とも発言した。
1967年にハイネックは「空軍のUFOプログラムは不十分なものだった」とインタビューで答えた。また、プロジェクト・ブルーブックの研究に対して、ハイネックは1968年に書簡の中で厳しい批判をしている。1つは「UFOに危険性はない」と空軍は判断しているが、それは将来もUFOは敵意を示さないことを意味するものではない、ということ。そしてもう1つはブルーブックの研究方法についてである。プロジェクト・ブルーブックは「スタッフが非科学的で、充分なトレーニングを受けていないのに専門的な科学用語を使って説明しようとしていた」「重要な事例を十分調査することもせずに、ありきたりの誤認例に必要以上の時間を費やした」「UFO情報の分類法に手を加え、殆どの識別不能事例を既知現象の誤認だと見られるようにした」「プロジェクト内部の将校同士で話し合うだけで、科学者や研究所と協力しようとしない閉ざされた体制を築いた」点などをハイネックは批判した。端的に言って「プロジェクト・ブルーブックはいつでもUFO報告を自然現象・幻覚・でっちあげで説明できた」とハイネックは述べた。また、コンドン委員会の研究が発表された際には、ハイネックは「お粗末な作品」とコンドン報告書を評し、特にプロジェクトに経験のない科学者を参加させた人選を厳しく批判した。
研究者のジェームズ・E・マクドナルドは「長年の間、なぜ信頼できるUFO報告を公表せず、科学界に警告しなかったのか」と当時空軍にいたハイネックに批判的に詰め寄った事があり、後に「すがすがしい気分だった」とハイネックが語ったというエピソードがある。

### 民間調査

#### APRO
1952年コーラル・ロレンゼンより民間研究組織であるAPRO(空中現象調査機構)が設立された。APROは主にUFO目撃の事例を収集・分析を行った。APROはNICAP（→#NICAP）とは異なり、UFO目撃における「搭乗者を含む事例」も収集していた。（ただしコンタクティーの事例は拒否していた。）APROはNICAPの設立を支援したが、後にAPRO会長のロレンゼン夫人はキーホーによる陰謀論には否定的であった。後に夫人は「NICAPによる度重なる空軍への批判」に疑念を呈している。

#### NICAP
1956年に「アメリカ空中現象調査委員会（NICAP）」という民間の組織がタウンゼント・ブラウンにより設立された。翌年の1957年には当時知られていた民間研究者であるドナルド・キーホーが会長に任命された。キーホーは機関誌「UFO Investigator」を出版し、これまで未公表であった管制塔によるUFO目撃事例などを掲載し反響を呼んだ。NICAPもAPRO同様、UFO目撃情報の収集・分析を行ったが、APROとは違いUFOの「搭乗者」を含めた情報の収集は拒否した。これは当時センセーショナルに扱われていた「コンタクティー」の存在をキーホーが嫌ったためであったが、ソコロUFO事件が起こると、NICAPはこのスタンスを再考する事となった。またNICAPはUFO情報の収集活動に留まらず、広報活動などを通してUFO問題に関して空軍に圧力をかけることもあった。キーホーが指揮をしている間のNICPの影響力は大きく他のUFO研究団体を大きく凌ぐものであり、NICAPの圧力は空軍にとって大きな懸案であり、当時、議会の中でUFO問題が大きく取り扱われたこともNICAPの影響によることが大きかった。

#### ハーレイ・ラトリッジによる調査
1973年、サウスイースト・ミズーリ大学の物理学部長・ミズーリ科学アカデミー前会長であったハーレイ・ラトリッジは大学院生数名とともに、高々度を飛行する未確認物体の写真撮影とその測定を行った。ラトリッジは元々UFOには懐疑的であったが、7か月の実験の末、少なくとも70件の観測に成功した。ラトリッジはそのうち23件の物体を「航空機の特徴を示していないが、航空機の可能性がある異常な物体」と分類した。他の27件を「通常の航空機を超える飛行特性を示す光体」とした。そして残りの21件を「あまりにも異常な挙動を示す光体」に分類し「科学では説明できない奇跡」と形容した。ラトリッジは最初に光体を観測した時点で、非常に不可解な現象を調査していることを認識した、と述べている。

#### CUFOS
1973年、アラン・ハイネックによりイリノイ州に設立された研究組織である。CUFOSはUFOが影響したと思われる土壌や植物、人間や動物の分析、UFOの飛行と発光特性の研究、UFO目撃者の心理学的研究、UFOの写真分析などを行った。

#### CSETI
地球外知性研究センター。緊急医であるスティーブン・グリア（en:Steven M. Greer）により創立された。グリアは未確認飛行物体への目撃証言を集め、2001年5月にワシントンにて20名を超える軍・企業・政府関係者らによる暴露会見を行った。また2013年にはシチズンズ・ヒアリング・ディスクロージャー公聴会に出席し証言などを行った。

## 今までに行われた研究プロジェクトやレポート等一覧

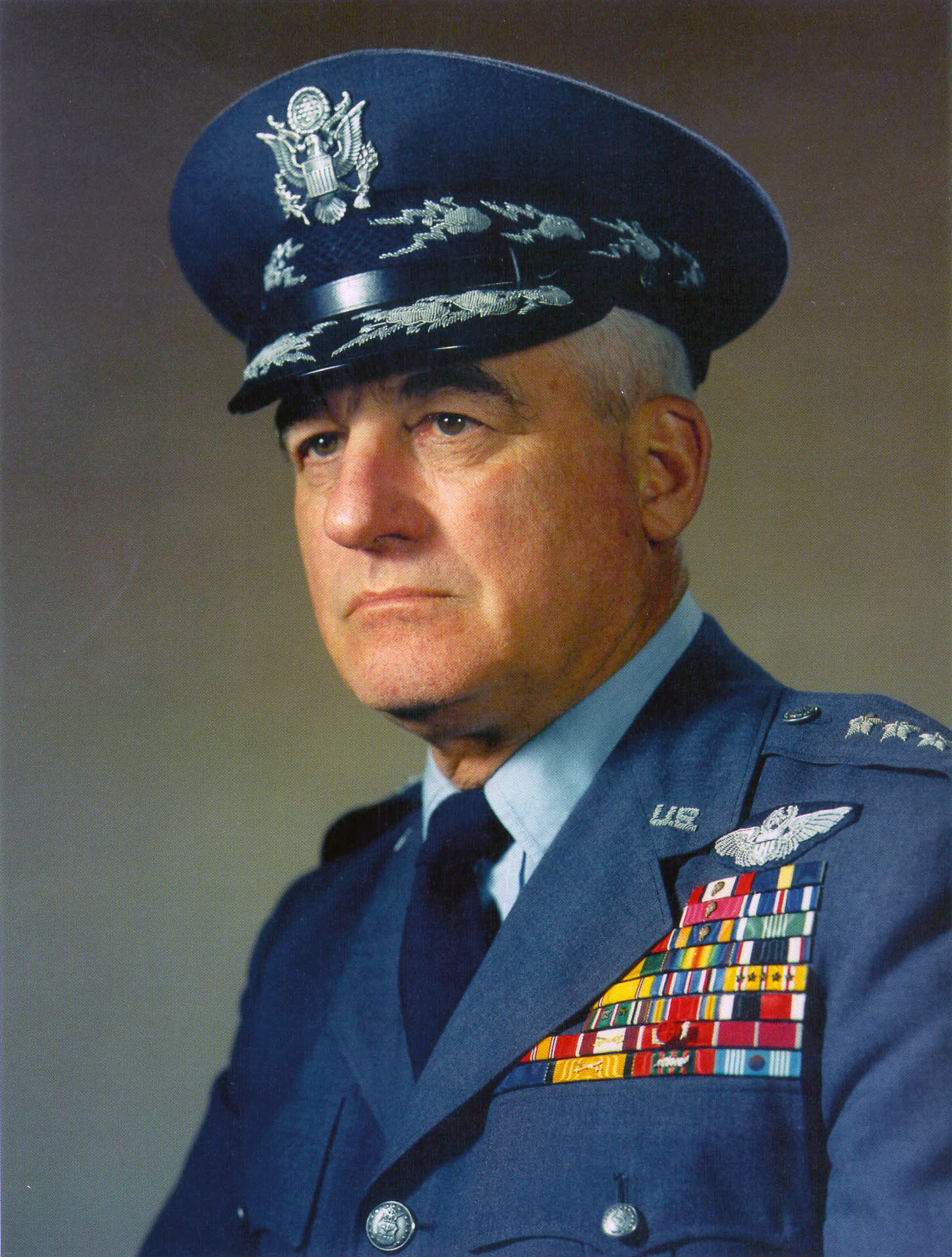
サインプロジェクトに関わったNathan Twining

なお、下記のレポートには航空軍事用語としてのUFOと超常現象としてのUFOが混在しているので、注意が必要である。
- サインプロジェクト、Project Sign, Project Grudge (USA, 1947–1949)
- Flying Saucer Working Party (UK, 1950–1951)
- Project Magnet, Project Second Story (Canada, 1950–1954)
- Project Blue Book (USA, 1951–1969)
- Project Blue Book Special Report No. 14 (USA, 1952–1954)
- ロバートソン委員会、Robertson Panel (USA, 1953)
- コンドン委員会、Condon Committee (USA, 1966–1968)
- RAND Corporation paper (USA, 1968)
- Project Identification (USA, 1973–1980)
- en:Groupe d'études et d'informations sur les phénomènes aérospatiaux non identifiéStudies by GEPAN, SERPA & GEIPAN (France, 1977–present)
- United Nations (1977–1979)
- Project Hessdalen / Project EMBLA (Norway, 1983–present / Italy 1999–2004)
- Project Condign (UK, 1996–2000)
- Sturrock Panel Report (USA, 1997)
- COMETA Report (France, 1999)
- "Disclosure Project" Press Conference (USA, 2001)
- Fife Symington Press Conference (USA, 2007)
- 先端航空宇宙脅威特定計画 (Advanced Aerospace Threat Identification Program, AATIP, USA, 2012-2017)
- 未確認空中現象タスクフォース（英語版） (Unidentified Aerial Phenomena Task Force, UAPTF, USA, 2020-）
- 空中物体識別・管理・同期グループ (Airborne Object Identification and Management Synchronization Group, AOIMSG, USA, 2021-)
- 全領域異常解決局（英語版） (All-domain Anomaly Resolution Office, AARO, USA, 2022-）